# Andrée Algrain
Andrée Algrain (Brugge, 25 maart 1905 - Brussel, 17 juli 1999) was een Belgische kunstschilderes.

## Levensloop
Andrée Algrain was een dochter van Georges Algrain (Ath, 1874 - Brugge, 1949) en Marguerite Coucke (Brugge, 1878-1959). Georges baatte als eerste in Brugge een autogarage uit, in de Niklaas Desparsstraat. Haar moeder baatte een modewinkel uit in de Witte Pelikaan, Vlamingstraat. Haar grootvader, Alfred Algrain (†1917) was een genieofficier van het Belgisch leger die in Brugge was terechtgekomen en er, naast zijn militaire bezigheden, actief was geworden in het verenigingsleven. 'Commandant Algrain', zoals hij meestal werd genoemd, was ook kunstschilder, tevens voorzitter van de Cercle photographique Brugeois en medestichter van de kunst- en ontspanningsvereniging Chat Noir. In 1898 bevorderde hij tot majoor en werd overgeplaatst naar Luik. 
Andrée liep school in de Brugse rijksmiddelbare school en bij de Soeurs de la Charité de Bourges in de Brugse Dweersstraat. Vanaf 1920 schreef ze zich in als leerlinge in de Academie voor Schone Kunsten Brugge en bekwaamde er zich in schilderen en tekenen. Haar leermeesters waren Theo De Vuyst en Jef Van de Fackere. Vanaf 1935 leerde ze ook het boetseren aan bij Alfons De Wispelaere.
In 1934 maakte ze kennis met de Brusselse schilder Armand Jamar, met wie ze in de volgende jaren en tot aan de Tweede Wereldoorlog vaak optrok om samen schetsen te gaan maken.
In 1946 stichtte ze de Kring 46, met samenkomsten in Café Vlissinghe, die kunstenaars en kunstminnaars samenbracht. De activiteiten binnen deze kring liepen verder tot in 1953.
Na 1953 legde ze zich hoofdzakelijk op het schilderen van aquarellen toe en op het boetseren van kinderkoppen.
Vanaf 1964 produceerde ze minder, omdat ze de zorg voor een gehandicapte neef op zich had genomen. Toen deze zorg voorbij was, verhoogde haar schilders- en boetseeractiviteit opnieuw. Voortaan schonk ze de opbrengst van haar werken aan centra voor volwassen gehandicapten.

## Kunst
Algrain beoefende heel wat varianten van de beeldende kunst: boetseren enerzijds, schilderen met olieverf of waterverf anderzijds.
Ze portretteerde talrijke kinderen. Haar stillevens behoorden tot het traditionele huiselijke genre. Haar landschappen toonden de melancholie en de zware wolkenvlakken van de polderstreek rond Brugge. Ze tekende en schilderde talrijke Brugse hoekjes en huizen.
Algrain was een vakbekwame impressionistische schilder, aan wie alle nieuwe modes en tendensen voorbijgingen. Onder de vele lokale schilders die men de Brugse school ging noemen, nam ze een vooraanstaande plaats in. Ze was te categoriseren als figuratief en laat-impressionistisch.

## Exposities
Algrain verwierf zich een uitgebreid cliënteel, verworven naar aanleiding van tientallen individuele of gemeenschappelijke tentoonstellingen, meestal gehouden in Brugge.